# Csizmás Kandúr (Shrek)
Csizmás Kandúr a Shrek animációs filmek egyik fontos mellékszereplője, amely William Steig 1990-es tündérmeséjén alapul. Csizmás Kandúr a Grimm fivérek tündérmeséinek jellegzetes mesefigurája, aki Steig művében nem szerepel. A Shrek-filmekben latin-amerikai származású, és jelleme erősen emlékeztet Zorróéra. Eredeti hangját Antonio Banderas szolgáltatta, a magyar változatban kezdetben Selmeczi Roland, akinek halálát követően Crespo Rodrigo látta el a szereplő szinkronját.

## Szerepei

### Shrek 2.
Csizmás Kandúrral legelőször itt találkozunk, mint bérgyilkos, akit Fiona hercegnő apja, Harold király bérel fel, hogy ölje meg Shreket. Ő ezt azonban később mégsem teszi meg, és önként Shrek szolgálatába szegődik, hogy meghálálja neki, amiért megmentette az életét. A film során Shrek és Szamár (aki kezdetben nem szíveli Kandúrt) jó barátja lesz és segít nekik kalandjaik során.

### Harmadik Shrek
Shrek, Harold király halála után arra készül, hogy megtalálja Fiona rég elveszett rokonát, Artie-t, hogy Túl az Óperencián új királya legyen. Kandúr Szamárral együtt elkíséri útja során és próbálja őt segíteni. A film során Kandúr és Szamár egy varázslat következtében testet cserélnek, és Kandúr újdonsült szamárbőrében próbál boldogulni.

### Shrek a vége, fuss el véle
Egy alternatív univerzumban Kandúrral túlsúlyos, elpuhult macskaként találkozunk, mint Fiona házikedvence. Mivel a hercegnő mellett minden kényeztetést megkap, így letette a kardját és a csizmáját, feladva a küzdelmet. Ebben a részben ő (és persze Shrek) az egyetlen, aki tud Fiona átkáról, így próbálja Shreket segíteni, hogy közelebb kerüljön  igaz szerelméhez. Amikor azonban a barátai veszélybe kerülnek újra felölti 'csizmás egyenruháját', hogy segítsen rajtuk.

### Csizmás, a kandúr
Ebben a filmben Kandúr a főszereplő. A film Kandúr előző életére tekint vissza, megismertetjük a gyerekkorát, miként cseperedett fel, és hogy mi tett még mielőtt találkozott volna Shrekkel. Összefog a dörzsölt Puha Praclival, és az agyafúrt Tojás Tóbiással, hogy ellopják a legendás aranytojást tojó ludat.

## Jelleme
Kandúr mesteri kardforgató, aki a küzdelemben nem kegyelmez senkinek – de ha a szükség úgy hozza képes bevetni ártatlan cicaszemeit is. Mint minden macska rendkívül fél a víztől (mint ez kiderül a Félelem és Shrekkelés c. rövidfilmből) és persze imád minden olyan dolgot, amit az átlag macskák, többek közt a fonalgombolyagot, és a cirógatást. A Csizmás, a kandúrból kiderül, hogy Tojás Tóbiás nevezte őt el Kandúrnak, aki egyben fogadott testvére is. A csizmáját egykor azért kapta, mert hősként viselkedett szülővárosa körében, és megmentett egy védtelent. Kandúr továbbá nagy nőcsábász, aki igazi Don Juan, mind az ember és cicahölgyek szemében. Egyetlen igaz szerelme Puha Pracli, akivel a Csizmás, a kandúrban ismerkedik meg és szeret belé.